# 암부얏
암부얏(말레이어: ambuyat)은 보르네오 지역의 전통 음식이다. 사고야자에서 추출한 녹말인 사고로 만든 음식이며, 브루나이의 국민 음식으로 여겨진다. 인접한 말레이시아의 라부안, 사라왁, 사바에서도 즐겨 먹는데, 이 지역들에서는 리눗(말레이어: linut)이라고도 불린다.

## 만들기
사고가루를 미지근한 물에 갠 다음, 끓는 물을 조금씩 부어 가며 젓는다. 녹말이 투명해질 때까지 섞으면 완성이다. 먹을 때는 "찬다스(candas)"라는 끝이 붙은 젓가락과 같은 식기로 떠서 돌돌 말아 먹으며, "차차(cacah)"라 불리는 양념을 곁들인다. 흔히 곁들이는 "차차"로는 틈포약이 있다.

## 같이 보기
- 파페다